# 원더우먼 (1974년 영화)
《원더우먼》(영어: Wonder Woman)은 1974년 제작된 텔레비전 영화로, DC코믹스의 슈퍼히어로 캐릭터 원더우먼을 주인공으로 한 작품이다. 빈센트 매키비티가 연출하고, 테니스 선수 출신의 배우 캐시 리 크로즈비가 주인공 원더우먼을 연기하였다. 당초 텔레비전 드라마의 파일럿 에피소드로서 제작되었고 ABC 채널에서 방송될 예정이었으나, 작품성이 기대에 못 미쳤기 때문에 채택되지 못했다. 대신 이듬해 새로운 배우 린다 카터를 기용하여 TV 드라마 《원더우먼》이 제작되었다.
이 시절의 원더우먼 만화는 70년대에 큰 인기를 끌었던 영국 첩보 드라마 《어벤저스》의 영향을 받아 슈퍼히어로물이라기 보다는 첩보물에 가까운 내용으로 연재되었고, 주인공 원더우먼도 전통적인 슈퍼히어로 의상 대신 스파이 복장을 하고 등장하였다. 이 작품은 그 연재분의 영향을 받아 제작되었고, 그에 따라 원더우먼 의상도 전통적인 의상과 매우 다르게 디자인되었다.

## 출연진
- 캐시 리 크로즈비 - 원더우먼
- 카즈 가라스 - 스티브 트레버
- 샬린 홀트 - 히폴리테
- 리카르도 몬탈반 - 애브너 스미스
- 리처드 X. 슬래터리 - 헹킨스 대령
- 앤드루 프라인 - 조지 캘빈
- 애니트라 포드 - 안자일라
- 베벌리 길 - 다이아
- 샌디 개비올라 - 팅
- 로버트 포터 - 조
- 조던 로즈 - 밥
- 도나 개릿 - 캐스
- 로버트 브람 - 조이
- 톰 카니 - 프레드
- 에드 매크리디 - 웨슬리